# Blutrinne (Hechlingen)

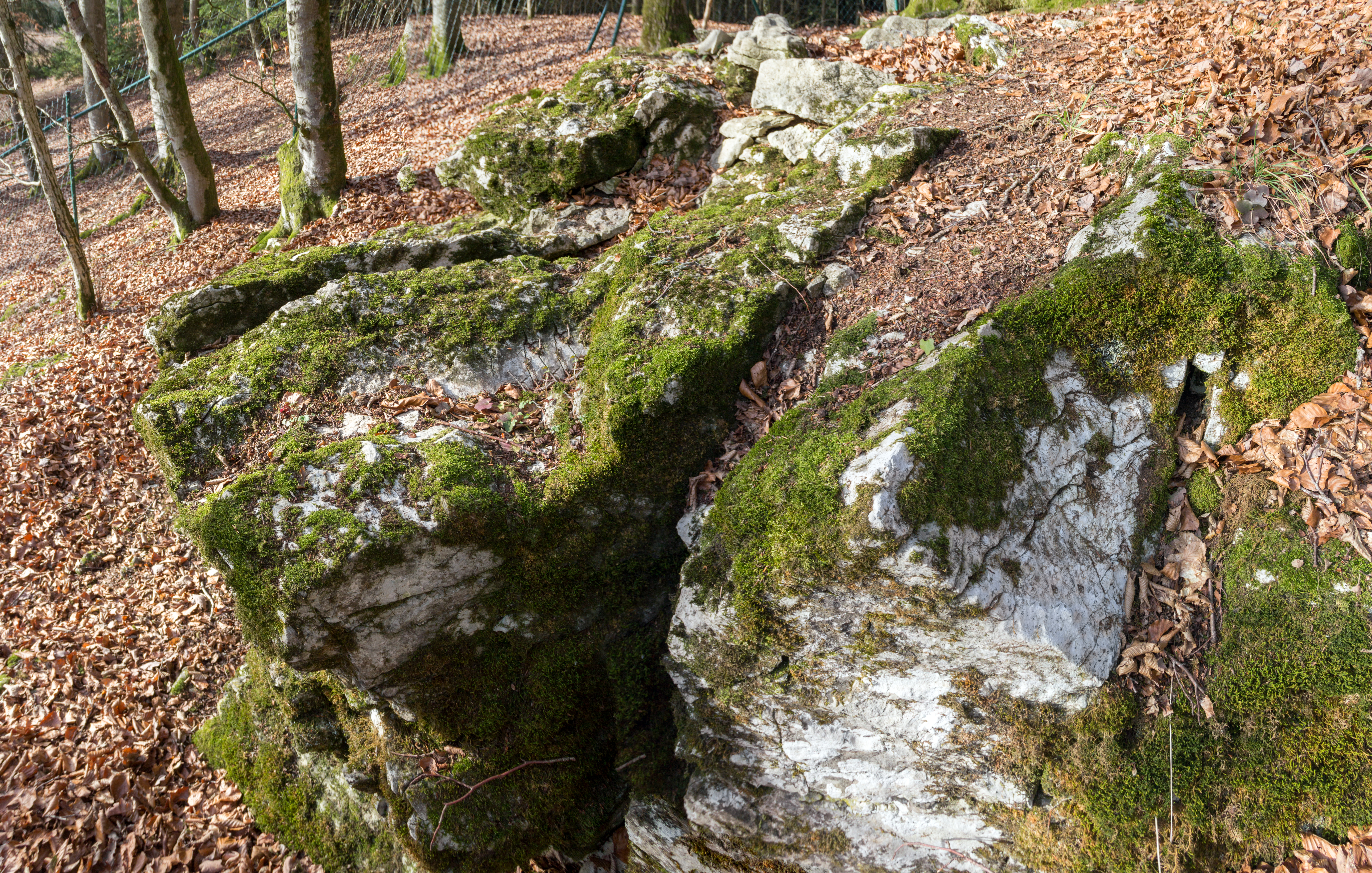
Blutrinne

Die Blutrinne bei Hechlingen ist ein kleiner Felsen bei Hechlingen am See, einem Gemeindeteil des mittelfränkischen Marktes Heidenheim im Landkreis Weißenburg-Gunzenhausen (Bayern).

## Lage
Die Blutrinne liegt im Naturpark Altmühltal und befindet sich etwa zwei Kilometer südlich von Hechlingen am Südhang des 594 Meter hohen Berges Lohbichl.

## Beschreibung

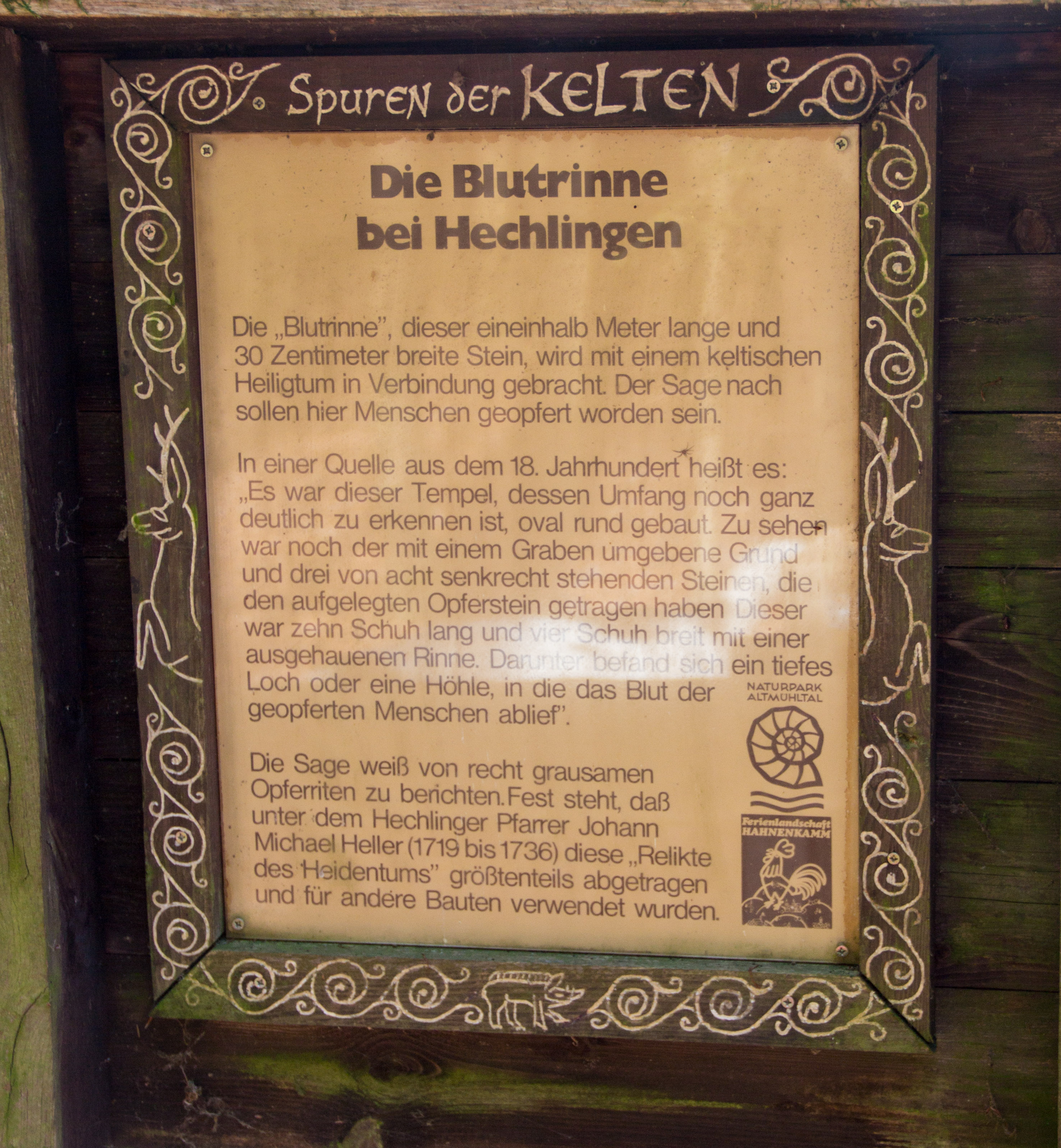
Informationstafel

Der Dolomitfels hat eine Größe von etwa fünf mal fünf Metern und ist bis zu einem Meter hoch. In der Mitte des Felsens ist eine etwa 30 Zentimeter tiefe und 1,5 Meter lange und gerade Rinne. Der Ort wird mit einem keltischen Heiligtum in Verbindung gebracht. Der Sage nach sollen hier einst Menschen geopfert worden sein.
Aus einer Quelle aus dem 18. Jahrhundert ist zu entnehmen, dass sich hier wohl früher ein Tempel mit einem umgebenden Graben befunden haben soll. Unterhalb der Rinne befand sich demnach ein Loch, in dem das Blut der geopferten Menschen durch die Rinne abgeflossen ist.
Belegt ist, dass unter dem Hechlinger Pfarrer Johann Michael Heller (1719 bis 1736) diese Relikte abgetragen und für andere Bauten verwendet wurden.
Die Karsterscheinung ist ein nahtouristisches Ziel und als Kulturdenkmal ausgewiesen; vor Ort befindet sich eine Informationstafel. Der Zugang ist nur über den Wanderweg Nummer 18 möglich. Südlich der Rinne befindet sich ein eingezäuntes Gelände, der BMW Enduro Park Hechlingen, und versperrt den Zugang.